# Белобърнест елен
Белобърнестият елен (Cervus albirostris) е вид бозайник от семейство Еленови (Cervidae). Видът е световно застрашен, със статут Уязвим.

## Разпространение
Разпространен е в Китай.